# Diócesis de Grajaú
La diócesis de Grajaú (en latín: Dioecesis Graiahuensis y en portugués: Diocese de Grajaú) es una circunscripción eclesiástica de la Iglesia católica en Brasil. Se trata de una diócesis latina, sufragánea de la arquidiócesis de São Luís do Maranhão. Desde el 7 de diciembre de 2016 su obispo es Rubival Cabral Britto, de la Orden de los Hermanos Menores Capuchinos.

## Territorio y organización
La diócesis tiene 38 742 km² y extiende su jurisdicción sobre los fieles católicos de rito latino residentes en la parte central del estado de Maranhão en los 12 municipios de: Arame, Barra do Corda, Dom Pedro, Formosa da Serra Negra, Governador Archer, Grajaú, Itaipava do Grajaú, Joselândia, Presidente Dutra, São José dos Basílios, Sítio Novo y Tuntum.
La sede de la diócesis se encuentra en la ciudad de Grajaú, en donde se halla la Catedral del Señor de la Buena Muerte.
En 2021 en la diócesis existían 24 parroquias.

## Historia
La prelatura territorial de São José de Grajaú fue erigida el 10 de febrero de 1922 con la bula Rationi congruit del papa Pío XI, obteniendo el territorio de la diócesis de São Luís do Maranhão, al mismo tiempo elevada al rango de arquidiócesis metropolitana.
El 22 de julio de 1939 cedió una porción de su territorio para la erección de la prelatura territorial de Pinheiro (hoy diócesis de Pinheiro) mediante la bula Ad maius Christifidelium del papa Pío XII.
El 14 de enero de 1958 cedió una porción de su territorio para la erección de la prelatura territorial de Carolina (hoy diócesis de Carolina) mediante la bula Qui aeque del papa Pío XII.
El 22 de junio de 1968 cedió una porción de su territorio para la erección de la diócesis de Bacabal mediante la bula Visibilis natura del papa Pablo VI. En esta última fecha, como resultado del decreto Spirituali christifidelium de la Congregación para los Obispos, recibió los municipios de Dom Pedro y Governador Archer de la arquidiócesis de São Luís do Maranhão.
El 4 de agosto de 1981 la prelatura territorial fue elevada a diócesis con la bula Qui ad Beatissimi Petri del papa Juan Pablo II.
El 9 de octubre de 1984, la diócesis tomó su nombre actual en virtud del decreto Apostolicis sub plumbo de la Congregación para los Obispos.

## Estadísticas
Según el Anuario Pontificio 2022 la diócesis tenía a fines de 2021 un total de 337 338 fieles bautizados.
| Año                                                                             | Población            | Población | Población      | Sacerdotes | Sacerdotes    | Sacerdotes    | Bautizados por sacerdote | Diáconos permanentes | Religiosos | Religiosos | Parroquias |
| Año                                                                             | Bautizados católicos | Total     | % de católicos | Total      | Clero secular | Clero regular | Bautizados por sacerdote | Diáconos permanentes | Varones    | Mujeres    | Parroquias |
| ------------------------------------------------------------------------------- | -------------------- | --------- | -------------- | ---------- | ------------- | ------------- | ------------------------ | -------------------- | ---------- | ---------- | ---------- |
| 1966                                                                            | 127 000              | 130 000   | 97.7           | 16         |               | 16            | 7937                     |                      |            | 18         | 6          |
| 1970                                                                            | 179 670              | 195 000   | 92.1           | 17         |               | 17            | 10 568                   |                      | 18         | 16         | 8          |
| 1976                                                                            | 210 200              | 212 400   | 99.0           | 18         | 2             | 16            | 11 677                   |                      | 19         | 20         | 9          |
| 1980                                                                            | 235 000              | 255 000   | 92.2           | 33         | 18            | 15            | 7121                     |                      | 17         | 23         | 9          |
| 1990                                                                            | 337 000              | 408 000   | 82.6           | 18         | 5             | 13            | 18 722                   |                      | 14         | 20         | 11         |
| 1999                                                                            | 300 000              | 400 000   | 75.0           | 20         | 6             | 14            | 15 000                   |                      | 14         | 26         | 10         |
| 2000                                                                            | 276 250              | 325 000   | 85.0           | 21         | 7             | 14            | 13 154                   |                      | 14         | 26         | 11         |
| 2001                                                                            | 297 500              | 350 000   | 85.0           | 24         | 8             | 16            | 12 395                   |                      | 16         | 25         | 11         |
| 2002                                                                            | 314 500              | 370 000   | 85.0           | 24         | 9             | 15            | 13 104                   |                      | 23         | 27         | 11         |
| 2003                                                                            | 314 500              | 370 000   | 85.0           | 24         | 10            | 14            | 13 104                   |                      | 21         | 29         | 11         |
| 2004                                                                            | 314 500              | 370 000   | 85.0           | 25         | 12            | 13            | 12 580                   |                      | 20         | 28         | 11         |
| 2006                                                                            | 307 000              | 384 000   | 79.9           | 21         | 10            | 11            | 14 619                   |                      | 18         | 32         | 12         |
| 2013                                                                            | 335 000              | 419 000   | 80.0           | 22         | 12            | 10            | 15 227                   | 5                    | 27         | 32         | 13         |
| 2016                                                                            | 329 000              | 409 679   | 80.3           | 26         | 14            | 12            | 12 653                   | 11                   | 30         | 27         | 14         |
| 2019                                                                            | 337 600              | 447 903   | 75.4           | 34         | 18            | 16            | 9929                     | 13                   | 34         | 41         | 19         |
| 2021                                                                            | 337 338              | 479 740   | 70.3           | 35         | 19            | 16            | 9638                     | 11                   | 37         | 48         | 24         |
| Fuente: Catholic-Hierarchy, que a su vez toma los datos del Anuario Pontificio. |                      |           |                |            |               |               |                          |                      |            |            |            |

## Episcopologio
- Roberto Julio Colombo, O.F.M.Cap. † (18 de diciembre de 1924-8 de noviembre de 1927 falleció)
  - Sede vacante (1927-1930)
- Emiliano Giuseppe Lonati, O.F.M.Cap. † (10 de enero de 1930-19 de febrero de 1966 renunció)
- Adolfo Luís Bossi, O.F.M.Cap. † (19 de febrero de 1966 por sucesión-22 de agosto de 1970 renunció)
- Valentino Giacomo Lazzari, O.F.M.Cap. † (18 de mayo de 1971-6 de enero de 1983 falleció)
- Tarcísio Sebastião Batista Lopes, O.F.M.Cap. † (4 de abril de 1984-19 de diciembre de 1986 nombrado obispo de Ipameri)
- Serafino Faustino Spreafico, O.F.M.Cap. (13 de mayo de 1987-2 de noviembre de 1995 renunció)
  - Sede vacante (1995-1998)
- Franco Cuter, O.F.M.Cap. † (21 de enero de 1998-7 de diciembre de 2016 retirado)
- Rubival Cabral Britto, O.F.M.Cap., desde el 7 de diciembre de 2016